# Ватава (Муреш)
Ватава (рум. Vătava) насеље је у Румунији у округу Муреш у општини Ватава. Oпштина се налази на надморској висини од 635 m.

## Историја
Према државном шематизму православног клира Угарске 1846. године у месту "Фелсо-Репа" је живело 144 породице. А при православном храму служио је парох поп Јован Поповић.

## Становништво
Према подацима из 2002. године у насељу је живело 2135 становника.

### Попис2002.
| Расподела становништва по националности 2002.‍ | Расподела становништва по националности 2002.‍ | Расподела становништва по националности 2002.‍ | Расподела становништва по националности 2002.‍ | Расподела становништва по националности 2002.‍ |
| --------------------------------------------- | --------------------------------------------- | --------------------------------------------- | --------------------------------------------- | --------------------------------------------- |
|                                               |                                               |                                               |                                               |                                               |
| Румуни                                        | Румуни                                        |                                               | 2.026                                         | 94,9%                                         |
| Мађари                                        | Мађари                                        |                                               | 7                                             | 0,3%                                          |
| Роми                                          | Роми                                          |                                               | 102                                           | 4,8%                                          |

### Хронологија
| Година       | 1992 | 1993 | 1994 | 1995 | 1996 | 1997 | 1998 | 1999 | 2000 | 2001 | 2002 | 2003 | 2004 | 2005 | 2006 | 2007 | 2008 | 2009 | 2010 | 2011 | 2012 | 2013 | 2014 | 2015 | 2016 | 2017 |
| ------------ | ---- | ---- | ---- | ---- | ---- | ---- | ---- | ---- | ---- | ---- | ---- | ---- | ---- | ---- | ---- | ---- | ---- | ---- | ---- | ---- | ---- | ---- | ---- | ---- | ---- | ---- |
| Становништво | 2608 | 2568 | 2544 | 2499 | 2473 | 2462 | 2433 | 2405 | 2372 | 2349 | 2328 | 2305 | 2253 | 2229 | 2209 | 2183 | 2163 | 2148 | 2110 | 2059 | 2048 | 2019 | 1978 | 1979 | 1987 | 1965 |